# Коляденков, Михаил Никитич
Михаи́л Ники́тич Коля́денков (21 мая 1896, Ичалки, Нижегородская губерния — 5 августа 1967, Саранск) — советский лингвист, педагог; доктор филологических наук, профессор.

## Биография
Родился в 1896 году в селе Ичалки. В 1914 году окончил Порецкую учительскую семинарию, в 1925 — Нижегородский педагогический институт.
В 1925—1935 годы работал учителем начальной школы в сёлах Ичалки и Челпаново, заведовал опорной школой села Алтышево, затем — Ардатовским педагогическим техникумом; был инспектором школ Лукояновского и Саранского уездных отделов народного образования.
В 1935—1937 годы преподавал русский и мордовские языки на факультете языка и литературы Мордовского педагогического института им. А. И. Полежаева; одновременно в 1937 году окончил аспирантуру НИИ языка, литературы и истории.
С 1937 года до конца жизни работал в Мордовском НИИ языка, литературы и истории: научный сотрудник, с 1946 — заведующий сектором мордовского языкознания.
Был избран депутатом Верховного Совета Мордовской АССР (1955), депутатом (от Мордовской АССР) Совета Национальностей Верховного Совета СССР 5-го созыва (1958—1962).
Умер в Саранске в 1967 году.

## Научная деятельность
Автор более 120 научных и учебно-методических работ.
Участвовал в составлении «Русско-эрзянского словаря» (1948), «Эрзянско-русского словаря» (1949), «Грамматики русского языка для 5—6 классов» (1949); редактировал 4 тома «Очерков мордовских диалектов» (1961—1968).

## Награды
- орден Ленина
- орден «Знак Почёта»
- медаль «За доблестный труд в Великой Отечественной войне 1941—1945 гг.»
- Заслуженный деятель науки Мордовской АССР[1].